# Tricolia pulloides
Tricolia pulloides är en snäckart som först beskrevs av Carpenter 1865.  Tricolia pulloides ingår i släktet Tricolia och familjen Tricoliidae. Inga underarter finns listade i Catalogue of Life.